# Jelenjak
Jelenjak falu Horvátországban Krapina-Zagorje megyében. Közigazgatásilag Desinićhez tartozik.

## Fekvése
Krapinától 16 km-re délnyugatra, községközpontjától 4 km-re délre a Horvát Zagorje északnyugati részén fekszik.

## Története
A településnek 1869-ben 136, 1910-ben 200 lakosa volt. Trianonig Varasd vármegye Pregradai járásához tartozott. A településnek 2001-ben 113 lakosa volt.

## Külső hivatkozások
Desinić község hivatalos oldala